# Christ Church (Philadelphia)
Christ Church is een kerkgebouw van de Episcopaalse Kerk in de Amerikaanse stad Philadelphia.

## Geschiedenis
De Christ Church werd in 1695 opgericht door enkele leden van de Anglicaanse Kerk en zij bouwden een kleine houten kerk op de plek van de huidige kerk. Ongeveer twintig jaar later was de gemeenschap flink gegroeid en voldeed de oude kerk niet meer en werd er besloten om een nieuw kerkgebouwen op te trekken. De bouw van het gebouw vond plaats tussen 1727 en 1744 en de toren werd uiteindelijk in 1754 voltooid. Met de zestig meter van de torenspits was het op dat moment het hoogste gebouw van Noord-Amerika.
De kerk werd in 1777 herbouwd door Robert Smith, die ook verantwoordelijk was voor de bouw van onder andere Carpenters' Hall. In 1883 werd onder leiding van Thomas U. Walter het interieur veranderd.

## Bouwstijl
Het gebouw is opgetrokken in de stijl van de georgiaanse architectuur en is gemodelleerd naar het werk van Christopher Wren in Londen. De kerk heeft een klassieke, symmetrische voorgevel met boogramen. De architect van de kerk is onbekend, maar de bouw van de Christ Church stond onder leiding van de fysicus John Kearsley die waarschijnlijk ook verantwoordelijk was voor het ontwerp.

## Graven
In de kerk en in de oude begraafplaats van de kerk lagen verscheidene historische personen begraven:
- Jacob Broom, ondertekenaar van de Grondwet van de Verenigde Staten
- Robert Morris, ondertekenaar van de Grondwet van de Verenigde Staten
- James Wilson, ondertekenaar van de Grondwet van de Verenigde Staten

## Galerij

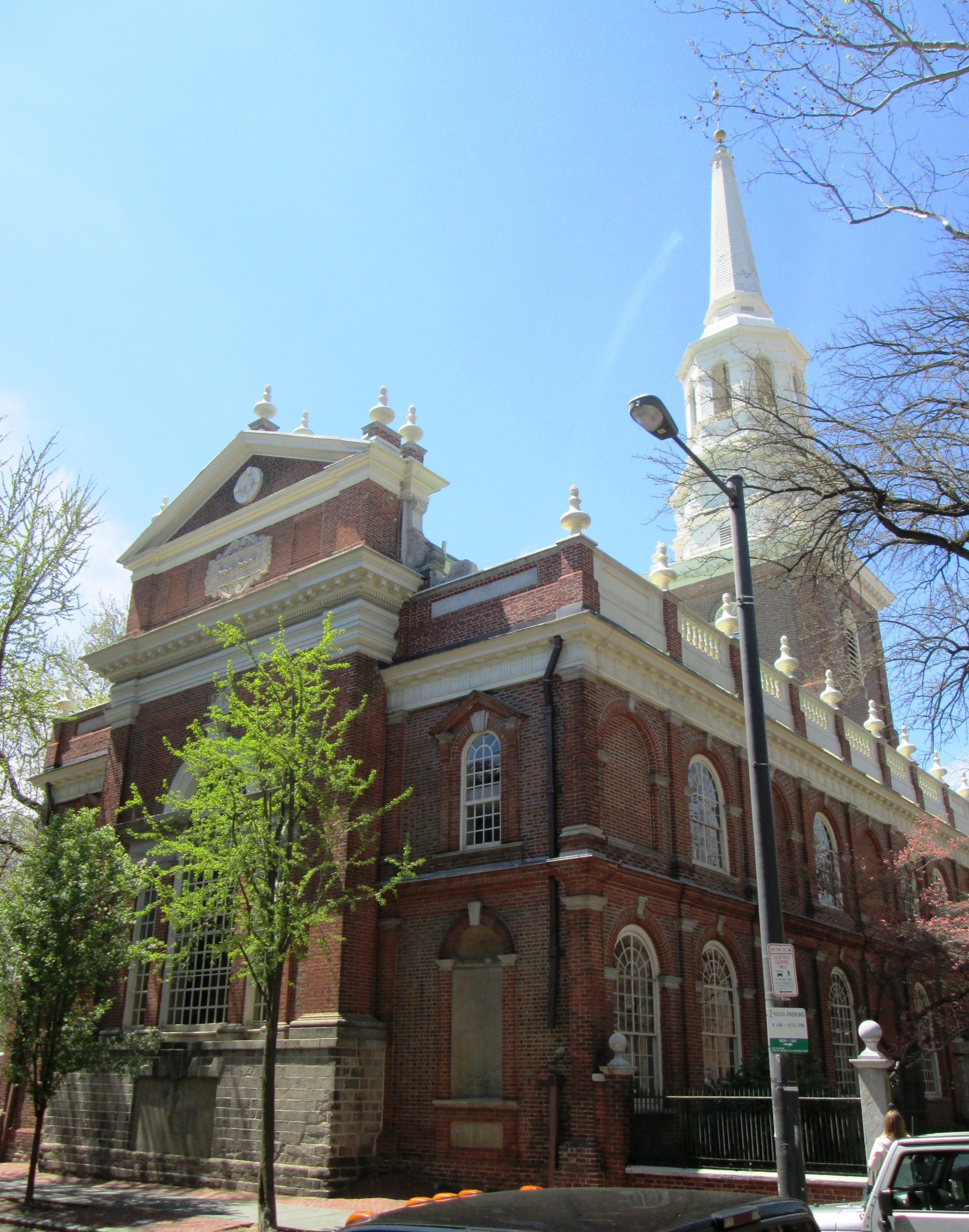
Achterzijde van de kerk
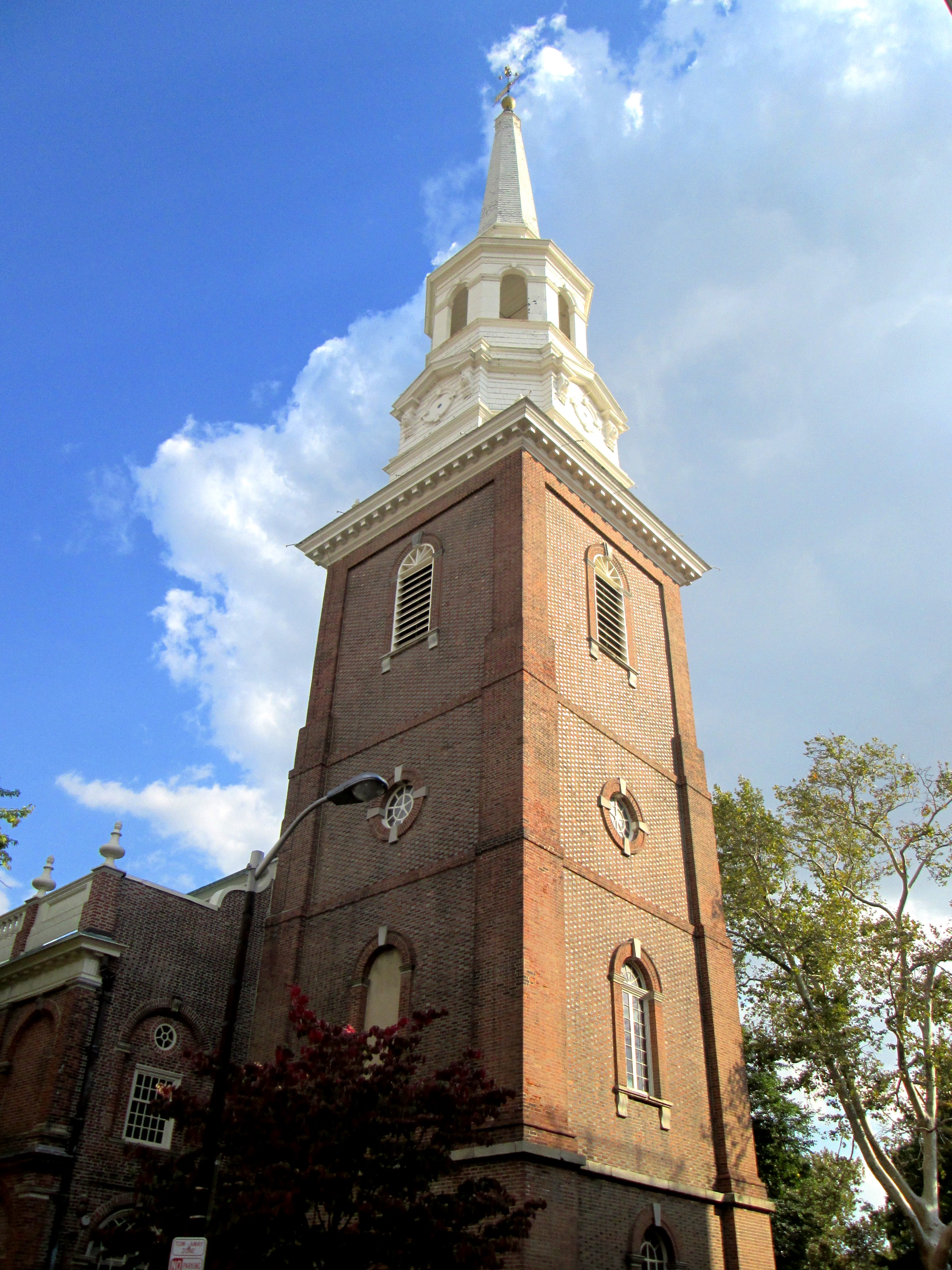
De toren
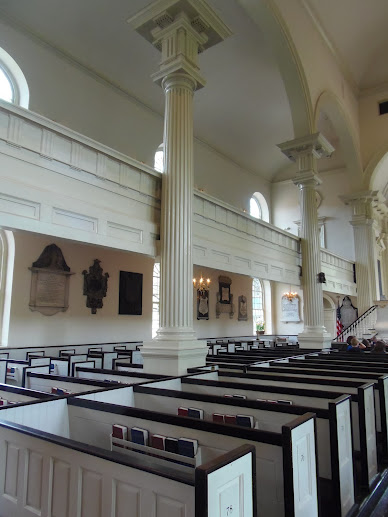
Het interieur